# Abba Serafim
William Henry Hugo Newman-Norton (27 de fevereiro de 1948, Londres, Inglaterra) é um bispo ortodoxo oriental independente britânico. Ele é o Patriarca de Glastonbury e chefe da Igreja Ortodoxa Britânica com o título de Patriarca Britânico e é conhecido como Abba Serafim.

## Biografia
Newman-Norton foi ordenado diácono da Igreja Ortodoxa das Ilhas Britânicas em 1967. Em 27 de fevereiro de 1971, foi ordenado sacerdote por seu tio, Hugh George de Willmott Newman, com os co-ordenadores Peter Martin Smethurst e Michel France Marie Raoult. Serviu como secretário diocesano de 1968 a 1977, além de padre assistente em Blackheath (Londres), entre 1972-1977. Foi editor do The Orthodox Catholic Review, entre 1967-1968, e do Glastonbury Review (anteriormente Glastonbury Bulletin) desde 1971. Em 1975, Norton também sucedeu William Bernard Crow como chefe da Ordem da Santa Sabedoria. Em 9 de julho de 1977, Newman, como principal consagrador, Smethurst e Raoult, lhe concederam a ordenação como bispo.
Ele foi consagrado como Coadjutor Perpétuo cum jure successionis de Mar Georgius I, com a sé de Caerleon-upon-Usk. Assim, Mar Serafim imediatamente sucedeu seu predecessor em sua morte em 28 de fevereiro de 1979 em todos os seus títulos e ofícios; e em sua entronização solene em Glastonbury em 11 de agosto de 1979 foi proclamado publicamente como 'Metropolitano da Cidade Santa de Glastonbury, a Jerusalém Ocidental e Sétimo Patriarca Britânico.
Serafim é autor de vários artigos teológicos, biográficos e históricos em revistas religiosas e periódicos. Também é um dos vice-presidentes da Lewisham Local History Society.

### No Patriarcado Copta
A Igreja Ortodoxa das Ilhas Britânicas se separou da Igreja Ortodoxa Celta em 1994, sob Mar Seraphim (Norton), se juntando à Igreja Ortodoxa Copta e mudou seu nome para Igreja Ortodoxa Britânica. Assim, se tornou "uma diocese do Patriarcado Ortodoxo Copta de Alexandria com jurisdição sobre o Reino Unido, a República da Irlanda, a Ilha de Man e as Ilhas do Canal", mas distinta das outras comunidades nas Ilhas Britânicas da Igreja Copta.
Em 4 de junho daquele ano, foi recebido como monge no Mosteiro da Santa Virgem Maria de El-Sourian, em Uádi Natrum. Norton não foi reordenado, mas recebeu uma crisma. No dia 19 de junho seguinte, Norton foi consagrado como Metropolita no Patriarcado Copta pelo Papa Shenouda III, auxiliado por cerca de setenta Metropolitas e Bispos. Norton então se tornou membro do Santo Sínodo da Igreja Ortodoxa Copta.
Durante essas duas décadas, Abba Serafim se tornou um palestrante internacional e envolvido ativamente em diálogos ecumênicos, servindo como vice-presidente do Conselho de Igrejas Ortodoxas Orientais e como membro do Fórum Católico-Ortodoxo Oriental, da Sociedade Ecumênica de São João Crisóstomo, do Fórum Anglicano-Ortodoxo Oriental e do Tur Abdin Focus Group; também deu apoio ativo a cristãos perseguidos que buscam asilo no Reino Unido, junto ao The Asylum Advocacy Group e o Council of Reference for Christian Research.

### Na Igreja Ortodoxa Britânica independente
Em 2015, o Patriarcado Ortodoxo Copta, em resposta a um pedido da Igreja Ortodoxa Britânica, concordou que a Igreja Britânica retornasse ao seu status anterior a 1994 como uma jurisdição independente, com Norton como primaz.
Em 7 de janeiro de 2019, foi anunciado que o Metropolita Serafim seria novamente considerado Patriarca, e referido como "Sua Beatitude" em vez de "Sua Eminência". Norton havia deixado de usar o título de Patriarca desde a união com a Igreja Ortodoxa Copta por cortesia ao Papa Shenouda III.